# Rimavské Janovce
Rimavské Janovce este o comună slovacă, aflată în districtul Rimavská Sobota din regiunea Banská Bystrica, pe malul râului Rimava⁠(d). Localitatea se află la altitudinea de 196 m deasupra n.m., se întinde pe o suprafață de 26,1 km2 și în 2017 număra 1.347 de locuitori. Se învecinează cu Sútor și Gemerček.

## Istoric
Localitatea Rimavské Janovce este atestată documentar din 1270.

## Demografie
| An:                | 1994 | 2004   | 2014   | 2024    |
| ------------------ | ---- | ------ | ------ | ------- |
| Număr de persoane: | 1196 | 1236   | 1356   | 1495    |
| Diferență:         |      | +3,34% | +9,70% | +10,25% |

| An:                | 2023 | 2024   |
| ------------------ | ---- | ------ |
| Număr de persoane: | 1456 | 1495   |
| Diferență:         |      | +2,67% |